# إي-ريبابليك
إي-ريبابليك (بالإنجليزية: eRepublik)‏ هي لعبة فيديو اجتماعية مجانية تلعب في المتصفح. أنشأها أليكسيس بونت وجورج ليمنارو وأطلقت يوم 21 أكتوبر 2008.
إي-ريبايليك عبارة عن عالم افتراضي، أي يختار كل مشارك نمط الحياة التي يمكن أن يعيشها. يستطيع إذن كل واحد من اللاعبين أن يسير مؤسسة ويشارك بالتالي في النمو الاقتصادي للدولة التي ينتمي لها، أو يلتحق بحزب سياسي ما، إذا نوى الدخول بالبرلمان أو الوصول إلى عرش الرئاسة، أو ينضم بالجيش الوطني، للدفاع عن حقوق الدولة عسكريا أو التوسع الجغرافي للدولة التي ينتمي لها على حساب دولة أخرى.
يستطيع كل مشارك أداء المهات الثلاث السابقة معاً أي في آن واحد.
زيادة عن ذلك، لكل مشارك القدرة على إنشاء جريدته الخاصة، انطلاقا من مستوى معلوم، تمكنه من لعب دور الصحافي.
و أخيرا إذا كنتم تنتمون إلى فئة هؤلاء الذين لا يقضون وقتا طويلا في شبكة الأنترنت، بإمكانكم المشاركة يوميا، في بضعة ثواني، من خلال إجراء ثلاث واجبات ضرورية وكافية لنمو فردكم الافتراضي. تتمثل تلك الواجبات في:
- العمل، لتلبية حاجيات فردك من أكل ودواء في وقت الحاجة.
- التدريب، لتحسين بدن فردك.
- الأكل، لكي تحافظ على صحة فردك وتتجنب موته.

## وحدات اللعبة
النموذج الاقتصادي
يتمركز الاقتصاد على 16 فرع: 10 أنواع من المواد الخام (الألومنيوم والماشية والغزلان ,و الأسماك ,و الفواكه ,و الحبوب ,و الحديد ,و النفط ,و المطاط ,و الملح الصخري), 3 للتصنيع (الغذاء، الأسلحة, وتذاكر الانتقال), 3 للبناء (بيوت، نظم الدفاع، والمستشفيات). عند الوصول إلى مستوى معين، وتمتعك ببلغ معين من الذهب, يمكنك ان تنشئ شركاتك، ومن ثم، ستتمكن من الدخول على مكان المدير العام، بأن تعين مواطنين أخرى ن، تحديد مرتبهم، شراء المواد الخام (في حال نفاذها من الشركة), تحديد سعر المنتج وحتى ان تأخذ ترخيص للبيع في دول أخرى.
النموذج السياسي
مثل أي مواطن في الواقع، يمكنك ان تنضم لأي حزب تريدة، بعد وصولك لمستوى معين، بعد انضمامك للحزب، ستتمكن من الترشيخ لرئاسة الحزب، لكن سيتوجب على اللاعب بأن يقنع زملائة بأحقيتة لرئاسة الحزب, وأن فازوا يمكنهم أن يختاروا من سيترشح في انتخابات مجلس الشعب, أو حتى الرئاسة.
في الخامس من كل شهر، تنصب خيمة النتخابات الرئاسية في غي-ريبابليك، في الخامس عشر الانتخابات الحزبية، والخمسة وعشرين الانتخابات البرلمانية. قبل أيام من الانتخابات الرئاسية سوف يتم اختيار أعلى خمسة أحزاب، شخص للترشح للرئاسة. ومن ثم تحدد النتيجة من قبل الشعب. عند الترشيح لرئاسة الحزب، تتكلف قطعتين من الذهب، ويمكن لأي شخص الترشيح، إن كان لديه المستوى المطلوب. الانتخابات الرئاسية أكثر تعقيداً.
النموذج الحربي
التحالفات
يستطيع الرئيس المنتخب من فبل الشعب ان يعلن عن حالات التحالف مع دول، وان ينهيها.
النموذج جديدة 
يمكن للمواطن ان ينشئ جريدة خاصة له، حيث سيتمكن من كتابة مقالات، سيتمكن المواطنين الآخر من التعليق على المقالة، وان أعجبتهم، سيصوتون لها، وحتي الاشتراك فيها، وبعج كل 1000 مشترك، يحصل الكاتب على نيشان ملقب "بالقطب الإعلامي"
اللعب

## مجتمع إي-ريبابليك
مجتمع اللعبة يكبر بشكل ملحوظ، رغم صغرة للجمهور العربي، الذي لم يجد دولة عربية لتمثيلة من قبل، لكن أخيراً تم إضافة ثلاث دول عربية جديدة، هم مصر والسعوديةوالإمارات.
- إي-سيم
- آي‌ بي‌ إم سيتي ون
- سيم سيتي
- أنواع ألعاب الفيديو

- الموقع الرسمي للعبة
- إيريبابليك ويکي